# F&G ExD Millenium-Serie
Die F&G ExD Millenium-Serie ist eine Serie von Halbtaucher-Bohrplattformen des Herstellers Friede & Goldman. Sie entstanden auf der Werft Sembcorp Marine Jurong Shipyard, Singapur und befinden sich für verschiedene Betreiber im Einsatz.
Sie können bis zu einer Wassertiefe von rund 10.000 ft. (rund 3.000 m) eingesetzt werden und haben eine maximale Bohrtiefe von rund 35.000 ft. (rund 11.000 m).

## Schiffe der Klasse (Auswahl)
| Name          | Baunr. | IMO- Nummer | Baujahr | Betreiber        | Umbenennungen und Verbleib                          |
| ------------- | ------ | ----------- | ------- | ---------------- | --------------------------------------------------- |
| West Orion    |        | 8768567     | 2010    | Seadrill         |                                                     |
| West Eclipse  |        |             | 2011    | Seadrill         |                                                     |
| Valaris DPS-1 |        | 8771162     | 2012    | Valaris          |                                                     |
| Valaris MS-1  |        | 8770314     | 2011    | Valaris          | ehemals Atwood Osprey (Atwood Oceanics), Ensco MS 1 |
| Ocean Courage |        | 8768531     | 2009    | Diamond Offshore | ehemals Petrorig I (PetroMENA)                      |
| Petrorig II   |        |             |         | PetroMENA        | Ocean Valor                                         |
| Petrorig III  |        | 8769688     | 2010    | PetroMENA        | Centenario GR (2013)                                |